# Monster Sound Show

Monster Sound Show ou Martin Short & Chevy Chase in Monster Sound Show est un ancien spectacle sur le thème de l'importance du son dans le cinéma au travers d'un film.

## L'attraction

### Disney-MGM Studios
L'attraction a été conçu pour "mettre en lumière" le rôle essentiel du son dans le cinéma. Mais ici les imagineers ont voulu donné un côté ludique à l'attraction. Elle se découpe en deux parties : une séance d'enregistrement d'effets sonores en 3 prises et une exposition interactive nommée Sound Works.
Un court métrage de 4 min est présenté au public, il raconte les tentatives d'un maître d'hôtel (Martin Short) essayant de tuer un assureur (Chevy Chase). Le film est repassé avec quatre membres du public utilisant des "ustensiles" pour créer des effets spéciaux. Les effets possibles étaient, entre autres, le tonnerre, la pluie, des portes qui grincent ou du bris de verre. Le court métrage était présenté une troisième fois avec le mixage des nouveaux effets.
- Ouverture : 1er mai 1989 (avec le parc)[1]
- Fermeture : juillet 1997[1]
- Durée : 15 min
- Capacité : 270 places
- Partenaire : Sony Corporation
- Situation : 28° 21′ 24″ N, 81° 33′ 35″ O
- Attractions suivantes :
  - ABC Sound Studio / One Saturday Morning sound show 1997[1] à 1999
  - Sounds Dangerous printemps 1999

La plupart des effets sonores sont l'œuvre de Jimmy Macdonald qui travailla 45 années chez Walt Disney Pictures en Californie.
L'exposition Sound Works fait écho à l'exposition ImageWorks / What If Labs du pavillon Imagination! à Epcot

#### One Saturday Morning sound show
La version de 1997, nommée parfois ABC Sound Studio comprenait des extraits de la série télévisée issue de Disney's One Saturday Morning, Les 101 Dalmatiens, la série (1997-98).